# Maplewood (New Jersey)
Maplewood est une ville du Comté d'Essex dans l'état du New Jersey, États-Unis.

## Personnalités
- Harriet Adams écrivain
- Teresa Wright actrice
- Beatrice Miller chanteuse
- Asher Brown Durand peintre